# (1723) Klemola
(1723) Klemola – planetoida z pasa głównego asteroid okrążająca Słońce w ciągu 5 lat i 84 dni w średniej odległości 3,01 au. Została odkryta 18 marca 1936 roku w Obserwatorium Iso-Heikkilä w Turku przez Yrjö Väisälä. Nazwa planetoidy pochodzi od Irji Klemoli, astronoma amatora oraz rektora szkoły w Turku, a także Arnolda Klemoli, amerykańskiego astronoma. Przed nadaniem nazwy planetoida nosiła oznaczenie tymczasowe (1723) 1936 FX.